# Elektrická stanice

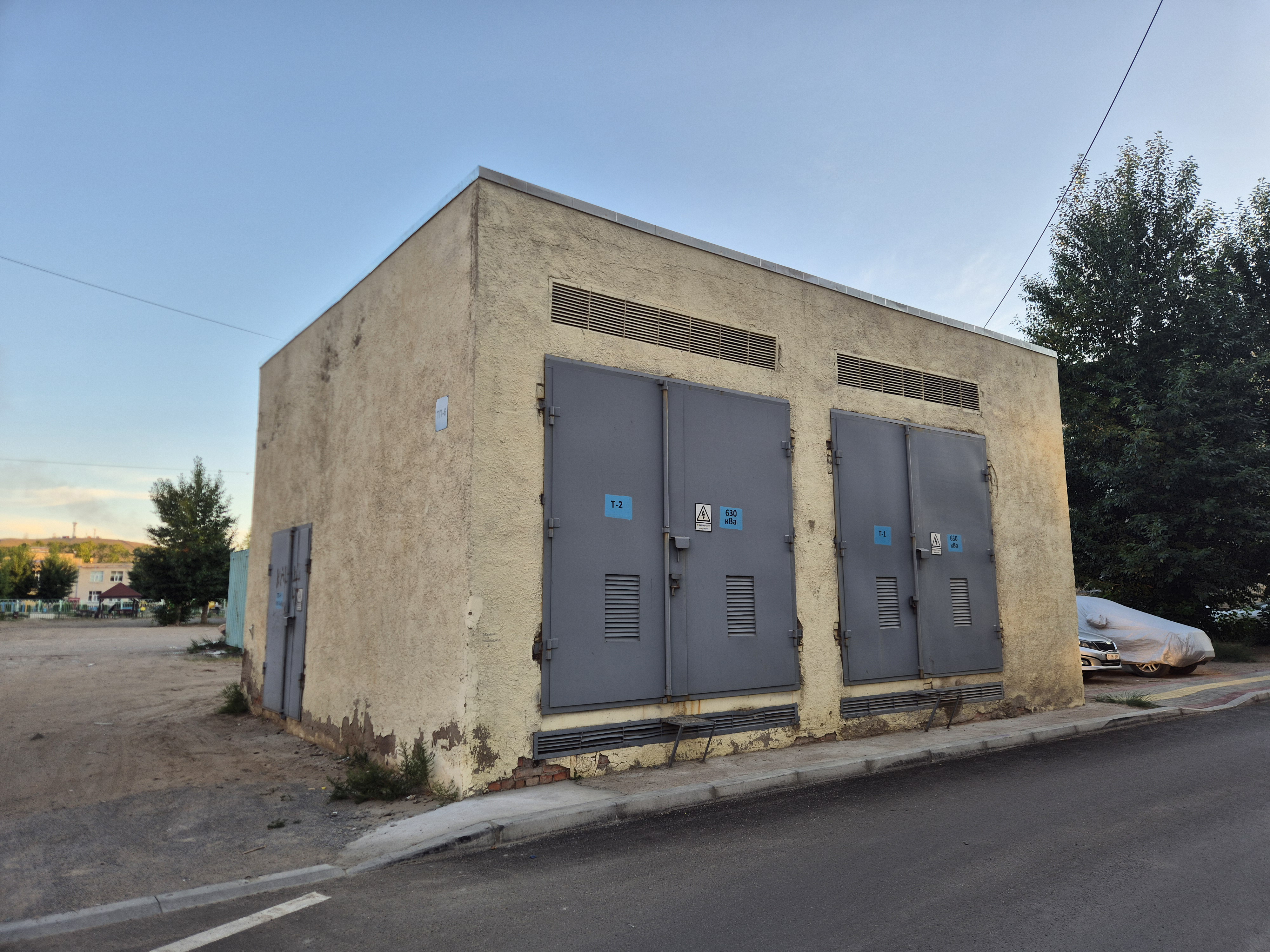
Elektrická stanice

Elektrická stanice je součástí elektrizační soustavy, která zajišťuje výrobu a přenos elektrické energie z místa výroby (elektrárny) do místa spotřeby (domácnosti, firmy). Obvykle jsou propojeny nadzemním elektrickým vedením a plní různé úkoly nutné pro zajištění chodu elektrické sítě, například pomocí transformátorů a dalších prvků zajišťují propojení elektrických sítí s různým elektrickým napětím. Elektrické stanice jsou v majetku přenosových nebo distribučních společností, případně větších odběratelů elektrické energie.
Elektrická stanice může být typu (případně kombinací):
- transformovna – pro transformaci elektrické energie na jiné napětí
- rozvodna – propojení různých elektrických sítí, hlavní část elektrických stanic
- spínací stanice – pro připojování jednotlivých rozvodných kabelů a vedení - vn a nn
- kompenzační stanice – pro kompenzaci elektrické energie
- měnírna – pro přeměnu střídavého proudu na proud jiného kmitočtu nebo na stejnosměrný proud
- rozváděč – stanice malého rozsahu s napětím do 1000 V

Podle způsobu obsluhy můžeme rozlišovat:
- s obsluhou – obslužný personál je přítomen na stanici po celou dobu provozu
- s dohledem – stanici je pravidelná denní obsluha, jinak obsluha se dostaví jen v případě potřeby
- bez obsluhy – na stanici se dostaví obsluha jen v případě potřeby
- dálkově řízená – stanice bez obsluhy řízená prostředky dálkového řízení